# Micael Borges
Micael Leandro de Faria Borges (n. 12 decembrie 1988, Rio de Janeiro, Rio de Janeiro, Brazilia) este un actor și cântăreț brazilian. 
Este faimos pentru filmul Cidade de Deus (2002) și este, de asemenea, renumit pentru telenovele de succes, de exemplu: Caminhos do Coração (2007), Malhação (2009), Rebelde Brasil (2011) și O Tempo Não Para (2018).